# O Anjo Mudo
O Anjo Mudo é um livro do escritor português Al Berto, publicado em 1993, pela Contexto.